# Ampfing
Ampfing er en kommune i Landkreis Mühldorf am Inn iden østlige del af regierungsbezirk Oberbayern i den tyske delstat Bayern.

## Geografi
Ampfing ligger i Region Südostoberbayern i dalen til floden Isen omkring 24 km øst for Dorfen, 9 km vest for Mühldorf, 6 km nord for Waldkraiburg und 72 km øst for delstatshovedstaden München.
Ud over Ampfing, ligger i kommunen disse landsbyer og bebyggelser: Aiching, Aidenbach, Attenhausen, Berg (Gemarkung Salmanskirchen), Berg (Gemarkung Stefanskirchen), Boxham, Bubing , Dirlafing, Edgarten, Edmühle, Eichheim, Eigelsberg, Fachenberg, Faitzenham, Furth, Göppenham, Hagenau, Haid, Heisting, Hiebl, Hinmühl, Holzgasse, Holzhäusl, Holzheim, Kramerding, Lain, Lutzenberg, Manharting, Neuhäusl, Notzen, Oberaichet, Oberalmsham, Oberapping, Oberhof, Oberkiefering, Oberneuling, Peitzabruck, Point, Rabein, Radlbrunn, Ratzing, Reit, Salmanskirchen, Schicking, Stefanskirchen, Steng, Stetten, Unteralmsham, Unterberg, Unterneuling, Utzing, Vogging, Waldsberg, Weidachmühle, Weiher, Wendling, Wimpasing, Windstoß, Zaismaier og Zollbruck.

### Nabokommuner
Mod øst grænser kommunen til Mettenheim, mod syd ligger det kommunefri område Mühldorfer Hart og byen Waldkraiburg, mod vest ligger Heldenstein og Rattenkirchen, i nordvest Schwindegg og Buchbach og mod nord støder kommunen til Oberbergkirchen og Zangberg.